# Anna Jarosławówna
Anna Jarosławówna (ur. ok. 1035, zm. 5 września między 1075 a 1078) – księżniczka kijowska, królowa Francji z dynastii Rurykowiczów, córka Jarosława I Mądrego i jego prawdopodobnie drugiej żony, Ingegerdy szwedzkiej. 

## Życiorys
Do Kijowa po przyszłą królową przybył orszak w którego składzie było trzech biskupów. 19 maja 1051 w Reims poślubiła króla francuskiego Henryka I. Z tego małżeństwa urodziła czworo dzieci:
- Filipa I – króla Francji,
- Emmę (ur. 1054, zm. ?),
- Roberta (ur. przed czerwcem 1055, zm. ok. 1063),
- Hugona – hrabiego Vermandois.

Henryk I zmarł 4 sierpnia 1060 w Loiret, a przez kolejnych sześć lat Anna rządziła krajem jako regentka w imieniu swojego najstarszego syna, zaś drugim regentem był hrabia Baldwin V Flandryjski.
Około 1061 Anna została żoną hrabiego Raula II z Peronne, człowieka bardzo ambitnego, który aby poślubić Annę oddalił swoją żonę Haquenez (Eleonorę). Eleonora została oskarżona o cudzołóstwo i zwróciła się w 1062 do papieża Aleksandra II, który w odpowiedzi ekskomunikował Raula i Annę. Młody król Filip przebaczył matce skandal, gdyż w 1071 Anna pojawiła się na ślubie Filipa. Po śmierci Raula w Péronne w 1074, wróciła na dwór francuski. Została pochowana w opactwie Villiers-aux-Nonnains w gminie Cerny.
Według niektórych źródeł jej podpis jest najstarszym zachowanym przykładem pisma staroruskiego.